# Charlestown, Massachusetts
Charlestown este în prezent un cartier a orașului Boston, din Massachusetts. În trecut a fost așezare distinctă, fondată în 1629 de inginerul Thomas Graves.

## Personalități născute aici
- Jim Vesey (n. 1965), jucător de hochei pe gheață.